# Masseret
Masseret é uma comuna francesa na região administrativa da Nova Aquitânia, no departamento de Corrèze. Estende-se por uma área de 13,5 km². Em 2010 a comuna tinha 679 habitantes (densidade: 50,3 hab./km²).